# Przenęt
Przenęt (Prenanthes L.) – rodzaj roślin z rodziny astrowatych. W zależności od ujęcia systematycznego zaliczana jest tu różna liczba gatunków – ok. 30, 8 lub nawet tylko jeden gatunek – przenęt purpurowy Prenanthes purpurea. W szerokim ujęciu należą tu gatunki północnoamerykańskie i wschodnioazjatyckie (alternatywnie wyodrębniane odpowiednio do rodzajów Nabalus i Notoseris). W węższym ujęciu rodzaju występowanie roślin tu zaliczanych ograniczone jest do Europy, gdzie rośnie tylko przenęt purpurowy P. purpurea (jedyny przedstawiciel rodzaju we florze Polski) oraz obszarów górskich w tropikalnej Afryce i Azji. 

## Systematyka
Pozycja systematyczna
Rodzaj zaliczany do plemienia Cichorieae, podrodziny Cichorioideae z rodziny astrowatych Asteraceae.
Zarówno pozycja systematyczna, jak i ujęcie rodzaju, pozostaje nierozstrzygnięte i problematyczne. Ujęcie rodzaju raczej jest coraz to bardziej ograniczane, włącznie z sugestiami, że być może zostanie w jego obrębie tylko gatunek typowy (P. purpurea). Po odłączeniu gatunków północnoamerykańskich w rodzaj Nabalus i przeniesieniu gatunków wschodnioazjatyckich do rodzaju Notoseris, został tu ww. gatunek typowy i siedem gatunków z tropików Starego Świata.
Wykaz gatunków
- Prenanthes hookeri C.B.Clarke ex Hook.f.
- Prenanthes mira (Pavlov) Kamelin
- Prenanthes nothae
- Prenanthes purpurea L. – przenęt purpurowy
- Prenanthes steenisii Tjitr.
- Prenanthes stenolimba Steenis
- Prenanthes subpeltata Stebbins
- Prenanthes sumatrana Tjitr.